# Александър Манолов
Александър Манолов Манолов е български офицер, полковник, помощник-началник на разузнавателна секция в щаба на 1-ва армия през Балканската (1912 – 1913) и Междусъюзническата война (1913), началник на щаба на 11-а пехотна македонска дивизия и началник на щаба на 8-а пехотна тунджанска дивизия през Първата световна война (1915 – 1918).

## Биография
Александър Манолов е роден на 27 октомври 1879 г. в София. На 2 август 1896 постъпва на военна служба. Завършва Военното на Негово Княжеско Височество училище с 21-ви випуск, през 1900 г. е произведен в чин подпоручик и зачислен в 6-и пехотен търновски полк. На 2 август 1903 г. е произведен в чин поручик. През 1905 г. като офицер от 10-и пехотен родопски полк е командирован за обучение в Академия на ГЩ в Торино, Италия, която завършва през 1909 година, като през 1908 г. е произведен в чин капитан. През 1909 г. служи в 10-и пехотен родопски полк, след което от 1911 г. е преподавател във Военното училище.
Капитан Манолов взема участие в Балканската (1912 – 1913) и Междусъюзническата война (1913) като помощник-началник на разузнавателна секция в щаба на 1-ва армия, като на 18 май 1913 е произведен в чин майор. След края на войните отново преподава във Военното училище.
По време на Първата световна война (1915 – 1918) майор Манолов е началник на щаба на 11-а пехотна македонска дивизия, след което е началник на щаба на 8-а пехотна тунджанска дивизия. На 10 октомври 1916 г. е произведен в чин подполковник. През 1917 г., като командир на 1-ва бригада от 6-а пехотна бдинска дивизия съгласно заповед № 679 по Действащата армия е награден с Военен орден „За храброст“, IV степен, 1 клас. През 1921 г. съгласно заповед № 355/1921 г. по Министерството на войната за службата си като началник на щаба на 11-а пехотна македонска дивизия е награден с Военен орден „За храброст“, III степен, 2 клас.
След войната на 1 април 1919 е произведен в чин полковник и служи като помощник-началник на щаба на армията, след което е началник на наблюдателна служба в щаба на армията. Уволнен е от служба през 1923 година.

## Военни звания
- Подпоручик (1900)
- Поручик (2 август 1903)
- Капитан (1908)
- Майор (18 май 1913)
- Подполковник (10 октомври 1916)
- Полковник (1 април 1919)

## Образование
- Военно на Негово Княжеско Височество училище (до 1900)
- Академия на ГЩ в Торино, Италия (1905 – 1909)

## Награди
- Военен орден „За храброст“, IV степен, 1 клас
- Военен орден „За храброст“, III степен, 2 клас
- Орден „Св. Александър“ V степен с мечове по средата
- Народен орден „За военна заслуга“ V степен с военно отличие